# Lona-Lases
Lona-Lases – miejscowość i gmina we Włoszech, w regionie Trydent-Górna Adyga, w prowincji Trydent.
Według danych na rok 2004 gminę zamieszkiwało 729 osób, 66,3 os./km².